# Rillen (techniek)
Rillen is het door persen aanbrengen van een vouwlijn, bijvoorbeeld in papier of karton. Het resultaat wordt ril genoemd. Dit gebeurt in papier (veelal met een dikte vanaf 170 g) of karton dat zonder rillijn lastig in een rechte lijn is te vouwen.
Door langs een lijn met een speciaal stomp wieltje of ander instrument het materiaal in een contragroef te drukken wordt het ter plaatse zwakker, waardoor het zich op die plaats mooier en gemakkelijker laat vouwen. De ril zit aan de binnenkant van de vouw.
Bij industriële toepassingen, bijvoorbeeld verpakkingskarton, gebeurt dit met (onderdelen van) grote machines. Voor thuisgebruik en hobby zijn er snijtafels te koop waarvan het mes vervangen kan worden door een bot rolletje waarmee een ril wordt aangebracht. Voor incidenteel gebruik volstaat een metalen liniaal waarlangs een vouwbeen of de botte kant van een schaar getrokken wordt. Bij een bouwplaat is rillen belangrijk om het materiaal correct te vouwen.